# Лена (Кировская область)
Лена — опустевшая деревня в Верхошижемском районе Кировской области в составе Угорского сельского поселения. 

## География
Находится на расстоянии примерно 14 км на северо-восток от районного центра посёлка Верхошижемье. 

## История
Была известна с 1802 года как деревня Ленская с населением 50 душ мужского пола. В 1873 году здесь  учтено дворов 21 и жителей 161, в 1905 19 и 116, в 1926 25 и 116, в 1950 18 и 56. В 1989 проживало 2 человека. Настоящее название деревни утвердилось с 1939 года.

## Население
Постоянное население не было учтено как в 2002 году, так и в 2010.